# 蕃兵
蕃兵，中国古代王朝招募少数民族组成的边境守军，其组织形式主要是部落兵。
唐代时，由于少数民族善骑、剽悍等特点，在与汉族军队并肩作战中，常为先锋，冲锋陷阵，或以骑兵在战斗中发挥作用。平时，蕃兵多戍守于边疆。蕃兵的征发情况，依唐朝的国势而定。唐朝前期，国力强盛。阿史那社尔从唐太宗征高句丽，所部奋厉有功。安史之乱后，唐朝衰弱，蕃兵难以驾驭。
北宋中期至晚期，因对西夏用兵，将沿边以羌族、吐蕃为主的少数民族内附者组成军队，按部族封其大小首领，使他们统率本部族壮丁守卫边境，后来按照人数多寡按都与指挥编组。宋神宗时实行将兵法，蕃兵有的独立按将的编组组成，有的与汉兵联合编组而隶属于将。朝廷除分配耕田给蕃兵外，蕃兵军官由朝廷发给军俸及其他赏赐。